# Пестерево (Бурятія)
Пестерево (рос. Пестерево) — село Тарбагатайського району, Бурятії Росії. Входить до складу Сільського поселення Тарбагатайське.
Населення — 448 осіб (2015 рік).